# Mormonský chrám v Paříži

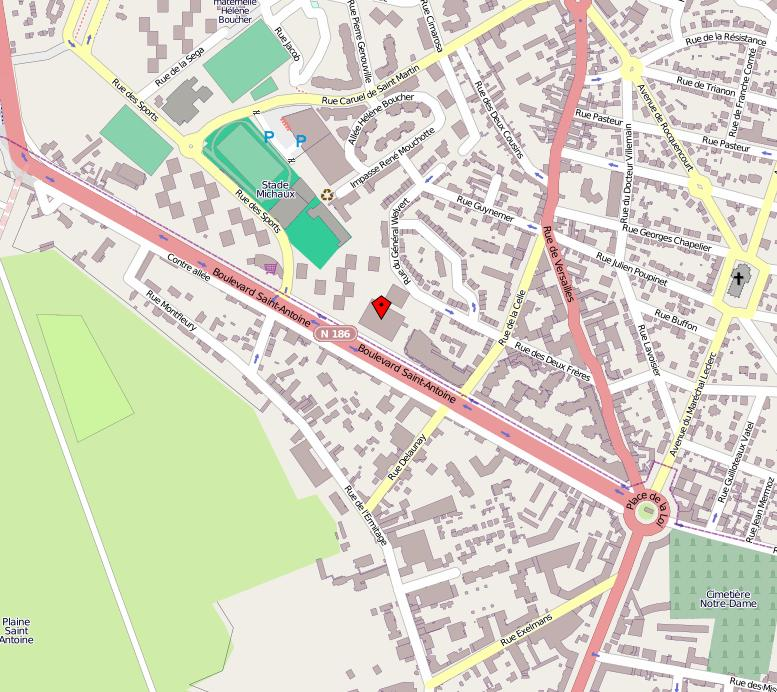
Lokace budoucího chrámu

Mormonský chrám v Paříži (francouzsky Temple mormon de Paris) je plánovaná náboženská stavba mormonské církve (CJKSPD) na pařížském předměstí v obci Le Chesnay v departementu Yvelines. Po svém dokončení se bude jednat o první mormonský chrám v kontinentální Francii a druhý francouzský po chrámu na Tahiti ve Francouzské Polynésii z roku 1984.

## Historie
Během generální konference církve dne 1. října 2011 oznámil prezident církve Thomas S. Monson plán na výstavbu nového chrámu. Pozemek o rozloze 9000 m2 pro zamýšlenou stavbu byl zakoupen církví v roce 2011 v obci Le Chesnay na Boulevardu Saint-Antoine. Po dokončení zde bude několik budov a veřejný park.